# The Auricular Chronicles
The Auricular Chronicles es una presentación en vivo en DVD realizada por la banda belga de death metal Aborted. Contiene una serie de conciertos realizados en mayo de 2006 en París, Francia además de incluir material adicional, lanzado en octubre del mismo año a través de Listenable Records.

## Contenido
La mayor parte del DVD consiste en un concierto grabado el 28 de mayo en "La Locomotive" en París. El contenido adicional incluye varias presentaciones en vivo de la banda en diversos festivales tales como: Wacken Open Air 2006; Domination Tour 2006, Rome; North American Tour 2005, Montreal además de contener los videos musicales de las canciones "Dead Wreckoning", "Meticulous Invagination" y "A Cold Logistic Slaughter". El DVD también incluye una entrevista-documental con la banda.
El DVD fue lanzado a través de Metal Mind Productions y Listenable Records el 30 de octubre de 2006.

## Lista de canciones
| En vivo en La Locomotive, Paris 1. Dead Wreckoning 2. Meticulous Invagination 3. Gestated Rabidity 4. The Holocaust Incarnate 5. The Inertia 6. Interlude 7. The Saw & the Carnage Done 8. Sanguine Verses 9. Threading the Prelude 10. The Gangrenous Epitaph 11. Hecatomb 12. The Sanctification of Fornication 13. Charted Carnal Effigy 14. A Cold Logistic Slaughter Videos musicales 1. Dead Wreckoning 2. Meticulous Invagination 3. A Cold Logistic Slaughter | Wacken Open Air 2006 1. The Inertia 2. Sanguine Verses 3. Threading The Gangrenous Epitaph 4. A Cold Logistic Slaughter Domination Tour 2006, Rome 1. Meticulous Invagination 2. Gestated Rabidity 3. The Sanctification Of Fornication North American Tour 2005, Montreal 1. Charted Carnal Effigy 2. The Gangrenous Epitaph Documental |

## Créditos
Aborted
- Sven "Svencho" de Caluwé - voz
- Sebastien "Seb Purulator" Tuvi - guitarra/voz
- Matty Dupont - guitarra
- Peter Goemaere - bajo

Miembros en vivo
- Olivia Scemama - bajo
- Gilles Delecroix - batería
- Matan Shmoeli - batería